# افتون (تنسی)
اَفتون (به انگلیسی: Afton) یک منطقهٔ مسکونی در ایالات متحده آمریکا است که در شهرستان گرین، تنسی واقع شده است. افتون ۴۴۵٫۹۳ متر بالاتر از سطح دریا قرار دارد.